# Gilles de Kerchove

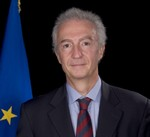
Gilles de Kerchove

Gilles de Kerchove d'Ousselghem (* 3. Oktober 1956 in Uccle/Ukkel) ist ein belgischer Jurist und leitender Beamter der Europäischen Union. Von 1995 bis 2007 war er Direktor für Justiz und Inneres im Generalsekretariat des Rates der Europäischen Union. Von 2007 bis 2021 war er Anti-Terror-Koordinator der EU.

## Leben
De Kerchove studierte Rechtswissenschaften an der Université catholique de Louvain in Louvain-la-Neuve und schloss sein Studium 1979 mit der Licence ab. Anschließend arbeitete er bis 1983 als Assistent für Verfassungs- und Verwaltungsrecht an der rechtswissenschaftlichen Fakultät seiner Alma Mater, bevor er an die Yale Law School ging und dort 1984 einen Master of Laws (LL.M.) erwarb.
Im Jahr 1985 trat de Kerchove als Verwaltungsrat in der Generaldirektion IV „Wettbewerb, staatliche Beihilfen“ in den Dienst der Europäischen Kommission. Im Jahr darauf wechselte er in den belgischen Staatsdienst, zunächst als Sekretär der wallonischen Regionalregierung sowie Büroleiter (chef de cabinet) des wallonischen Ministerpräsidenten Melchior Wathelet (PSC). Als Wathelet 1989 Vizepremier und Justizminister in der belgischen Föderalregierung wurde, folgte ihm de Kerchove als Büroleiter dorthin. 
Er kehrte 1995 zur EU zurück und war bis 2007 Direktor für Justiz und Inneres im Generalsekretariat des Rates der Europäischen Union. In dieser Position war er maßgeblich an den Verhandlungen zu Eurojust und zum Europäischen Haftbefehl beteiligt. Von 1999 bis 2000 war er außerdem Vize-Sekretär des Konvents, die unter der Leitung des ehemaligen Bundespräsidenten Roman Herzog die Charta der Grundrechte der Europäischen Union ausarbeitete. 
Am 19. September 2007 wurde er als Nachfolger von Gijs de Vries zum Anti-Terror-Koordinator der EU ernannt. Diese Position hatte er bis zu seiner Ablösung durch Ilkka Salmi im Oktober 2021 inne.
Neben seinen administrativen Aufgaben ist de Kerchove auch Dozent für Europarecht an der Université catholique de Louvain, der Université Libre de Bruxelles und den Facultés Universitaires Saint-Louis.

## Ämter
| Vorgänger     | Amt                                      | Nachfolger  |
| ------------- | ---------------------------------------- | ----------- |
| Gijs de Vries | Anti-Terror-Koordinator der EU 2007–2021 | Ilkka Salmi |